# Наталушко Володимир Анатолійович
Володимир Анатолійович Наталу́шко (нар. 2 серпня 1971, Чернігів) — український живописець; член Національної спілки художників України з 2008 року.

## Біографія
Народився 2 серпня 1971 року в місті Чернігові (нині Україна). 1996 року закінчив Російську академію живопису, скульптури та зодчества у Москві, де його викладачами були зокрема Ілля Глазунов, Віктор Шилов, Олександр Трофимов. З 2004 року викладає у дитячій художній школі у Чернігові.

## Творчість
Працює в галузі станкового живопису, створює пейзажі Чернігівщини, натюрморти, портрети в реалістичному стилі. Серед робіт:
- «Сивий ранок» (1995);
- «Подих вітру» (2006);
- «Верби. Сонячний день» (2007);
- «Хвиля» (2007);
- «Квіти» (2007);
- «Береги Азова» (2007);
- «Таємниця зимового вечора» (2007);
- «Спогади» (2008);
- «Листопад» (2008);
- «Пробудження осені» (2008);
- «Золото осені» (2008);
- «Весняна вулиця» (2009);
- «Квітнуть вишні» (2009);
- «Травень» (2009);
- «Птахи і хвилі» (2009);
- «На схилах святих гір» (2009);
- «Дуби» (2009); «Сніг» (2010);
- «Прогулянка» (2010);
- «Дідова яблуня» (2010);
- «Листя» (2012);
- «Золоте мереживо» (2013);
- «На Болдиних горах» (2013);
- «Сутінки» (2014);
- «Весняний день» (2014);
- «Вуличка» (2014);
- «Квітень» (2014);
- «Свято» (2014);
- «Бабине літо» (2014);
- «Маківка» (2014);
- «Курортний сезон» (2016);
- «Зима. Чернігів» (2016);
- «Варя і море» (2016);
- «Дитинець» (2017);
- «Зелене світло» (2018);
- «Течія» (2019);
- «Тіні і світло» (2019);
- «Жовтень на Болдиних горах» (2019).

Бере участь у регіональних та всеукраїнських художніх виставках з 2003 року. Персональні виставки відбулися у Чернігові у 2003, 2009, 2019 роках, Одесі у 2009 році, Бат-Ямі у 2017 році.